# Ramchandra Narayan Dandekar
Ramchandra Narayan Dandekar (Satara, 17 marzo 1909 – Pune, 11 dicembre 2001) è stato un indologo indiano.
Dopo aver conseguito un Master of Arts in  lingua sanscrita nel 1931, e un Master of Arts in "Cultura indiana antica" nel 1933 presso la University of Bombay (oggi University of Mumbai), Dandekar è entrato al Fergusson College di Pune nel 1933 in qualità di professore di sanscrito e di Cultura indiana antica. Nel 1936, si reca in Germania per approfondire ulteriori studi, conseguendo, nel 1938, il dottorato di ricerca presso l'Università di Heidelberg.
Nominato, nel 1950, professore di lingua sanscrita  e direttore del "Dipartimento di sanscrito e lingue pracrite"  presso l'Università di Poona (Pune) è stato preside della Facoltà di Lettere della medesima università dal 1959 al 1965. 
Nel 1964, è stato nominato direttore del "Centro di studi avanzati di sanscrito" sempre presso l'Università di Poona, incarico che ha mantenuto fino al 1974.

## Opere
- A History of the Guptas, Poona, Oriental Book Agency, India. 1941
- Progress of Indic Studies, 1917—1942. Pune: Bhandarkar Oriental Research Institute. 1942
- Some Aspects of the History of Hinduism. Pune: University of Poona, Centre of Advanced Study in Sanskrit. 1967
- Sanskrit and Maharashtra: A Symposium. Pune: University of Poona, Centre of Advanced Study in Sanskrit. 1972
- Vaisnavism and Shaivism. In Ramakrishna Gopal Bhandarkar as an Indologist, ed. by R.N.Dandekar pp. 21–111. Pune: Bhandarkar Oriental Research Institute. 1976
- Recent Trends in Indology. Pune: Bhandarkar Oriental Research Institute. 1978
- Vedic Mythological Tracts. Delhi: Ajanta Publications. 1979
- Insights into Hinduism. Delhi: Ajanta Publications. 1979
- Exercises in Indology. Delhi: Ajanta Publications. 1981
- Inaugural Address. In The Mahabharata Revisited, ed. by R.N. Dandekar. Pp. 11-18. New Delhi: Sahitya Akademi. 1990
- Vedic Mythology: A Rethinking. In Inside the Texts, Beyond the Texts, New Approaches to the Study of the Veda, ed. by Michael Witzel. Pp. 39-48. Harvard Oriental Series, Opera Minora, Vol. 2. Cambridge, Mass.: Department of Sanskrit and Indian Studies, Harvard University. Devasthali, G.V. (ed.). 1985.
- Vedic Bibliography. Vol. 1-5. Poona. 1946—1993